# La Presse
La Presse és un diari de Mont-real, al Quebec, de tendència federalista (oposat a la independència de Quebec), econòmicament de centredreta i socialment progressista. És el periòdic principal del conglomerat de l'empresa Gesca. Els seus competidors principals són Le Journal de Montréal (propietat de Quebecor) i Le Devoir (independent).